# Kubikmeter fast mått under bark
Kubikmeter fast mått under bark (m³fub) är handelsmåttet för massaved i Sverige. Vid kuberingen utgår man från stockarnas massiva stamvolym under barken. Om veden är staplad avräknas alltså "luften" i vältan.